# 亞歷山大·科隆納-瓦萊夫斯基
亚历山大·弗洛里安·约瑟夫，科隆纳-瓦莱夫斯基伯爵（波蘭語：Aleksander Florian Józef Colonna-Walewski，發音：[alɛksɑ̃dʁ kɔlɔna valɛvski]；1810年5月4日—1868年9月27日）是波兰裔法国政治家与外交家，拿破仑一世和情妇玛丽·瓦莱夫斯基伯爵夫人的私生子。
瓦莱夫斯基伯爵早年曾参加波兰十一月起义，华沙沦陷后流亡法国，后加入法军在阿尔及利亚服役。1837年他辞去军职从事戏剧创作，拿破仑三世掌权后作为法国大使被派往那不勒斯、佛罗伦萨和伦敦，1855年接替德律安·德·吕成为外交大臣，任内他以法国全权代表身份主持巴黎会议，结束克里米亚战争并通过《巴黎海洋法宣言》。1860年其离开外交部后转任数个职位，获得诸多荣誉，1868年因脑溢血于斯特拉斯堡病逝。

## 身世
1806年拿破仑在波兰境内追击溃败的普军时途经布沃涅驿站，期间遇见了21岁的玛丽·瓦莱夫斯基伯爵夫人，后者出于波兰复国的愿望与其他波兰贵族的压力，最终选择成为拿破仑的情妇。1810年5月4日玛丽于华沙附近瓦勒维采城堡的家中诞下一子，她的合法丈夫随即宣称这是自己的孩子并以家族姓氏“瓦莱夫斯基”命名之。
之后伯爵夫人带着小亚历山大前往巴黎，在侯赛街（Rue du Houssaye）租房居住。拿破仑对这位前情妇的存在感到尴尬，于是他授予了自己的私生子一个伯爵头衔、那不勒斯王国的地产和170,000法郎的年金，随后便不再理睬这对母子了。

## 早年
1814年拿破仑于第六次反法同盟战争中失败，被流放至厄尔巴岛。同年9月玛丽·瓦莱夫斯基带着孩子前往看望拿破仑，当被父亲问到长大后想要干什么时，小亚历山大如皇帝期望般地回答“像拿破仑一样参与战争”。由于瓦莱夫斯基伯爵的出生，长大后的他身边很快便聚集了一群狂热的波兰民族主义者，持续不断的监视最终使其在14岁时出逃至伦敦，之后又前往巴黎。这段时期青年的瓦莱夫斯基认识了一些帝国时期的遗老，凭借显赫的血统与出众的样貌流连于巴黎和伦敦的贵族沙龙，并像所有的花花公子一样在赛马和赌博上不计后果地花钱。
1830年波兰爆发十一月起义，瓦莱夫斯基伯爵利用假护照经普鲁士潜回华沙参加革命军，他在格罗霍夫战役中表现出色，被授予了一枚军事功勋勋章。之后亚历山大又被叛军领袖恰尔托雷斯基派往伦敦寻求英国的援助，但遭到外相巴麥尊勋爵婉拒。华沙沦陷后，1833年8月瓦莱夫斯基伯爵在弗拉奥将军的帮助下成为法国外籍军团上尉，随后于当年年底加入法国国籍。